# Phyllonorycter quercialbella
Phyllonorycter quercialbella är en fjärilsart som först beskrevs av Fitch 1859.  Phyllonorycter quercialbella ingår i släktet guldmalar, och familjen styltmalar. Inga underarter finns listade i Catalogue of Life.